# Mark Delaney
Mark Delaney (* 13. Mai 1976 in Haverfordwest) ist ein ehemaliger walisischer Fußballspieler.

## Karriere
Der rechte Verteidiger begann seine Karriere bei Carmarthen Town in Wales. Sein nächster Verein war der einzige walisische Großverein Cardiff City. 1999 wechselte er zu Aston Villa in die englische Premier League, wo er zum Nationalspieler reifte.
Aufgrund anhaltender Verletzungsprobleme verkündete er am 15. August 2007 seinen Rücktritt vom aktiven Sport. Delaney spielte 36 Mal für die walisische Fußballnationalmannschaft.